# Хвороба Пертеса
Хвороба Пертеса (хвороба Легга-Кальве-Пертеса, остеохондропатія голівки стегнової кістки, coxa plana) — ураження, яке відносять до остеохондропатій — захворювань кістково-суглобового апарату. Зустрічається переважно в дитячому віці і мають стадійний перебіг з руйнуванням і наступним відновленням суглобових поверхонь кісток. При хворобі Пертеса відбувається руйнування голівки стегнової кістки. Коли подібне захворювання спостерігають у старшому віці, то тоді це асептичний некроз голівки стегнової кістки (АНГСК).

## Історія
ХЛКП вперше була описана німецьким хірургом Пертесом у 1910 році (в цей самий час, паралельно була описана Леггом та французом Кальве). Це захворювання становить 1-3 % від усіх захворювань опорно-рухового апарату у дітей, та до 20 % захворювань кульшового суглоба у дітей. Найбільш часто зустрічається у дітей віком 4-14 років. Хлопчики хворіють в 3 рази частіше, ніж дівчатка. Захворювання зазвичай має однобічний характер.
Причини хвороби Пертеса досі з'ясовані недостатньо. Безпосередньою причиною руйнування кістки вважають порушення місцевого кровообігу суглоба, до якого можуть призвести перенесені інфекції, травми, порушення обміну речовин, аномалії розвитку кровоносних судин і деякі інші причини.

## Ознаки хвороби Пертеса
Перші ознаки захворювання виражені слабо і відрізняються непостійністю. Загальний стан дитини не страждає, температура не підвищується, в загальному аналізі крові змін немає. З'являється кульгавість, яка швидко зникає при розвантаженні кінцівки, але потім знову відновлюється. Помірні болі в області ураженого кульшового суглоба нерідко віддають в колінний суглоб. Болі зазвичай виникають вдень, під час ходьби. З часом, при детальному огляді можна виявити незначне зменшення обсягу м'яких тканин стегна і гомілки, невелику згинальну контрактуру (неповне розгинання суглоба) кульшового суглоба, обмеження відведення і внутрішньої ротації (повороту всередину) стегна. При обмацуванні області кульшового суглоба відзначається легка хворобливість. З розвантаження суглоба при постільному режимі всі ці явища зникають. З часом, якщо не розпочато своєчасне лікування, може змінюватися довжина кінцівки.

## Стадії
Тривалість хвороби Пертеса у занедбаній формі становить від 3 до 6 років. Раннє правильне лікування скорочує ці терміни до 1,5 – 2,5 року. Хвороба Пертеса має чіткі стадії:
1. стадія підхрящову некрозу; голівка стегнової кістки втрачає свою сферичну форму і починає сплющуватися;
2. стадія імпресійної (тобто з дефектом кістки, але без зміщення відламків) перелому: голівка стегнової кістки плоска і ущільнена;
3. стадія утворення уламків (секвестрів) кістки; якщо дитина продовжує користуватися кінцівкою, то голівка стегна ще більше ущільнюється, порушуються росткові зони (кістка може зупинитися в рості), можливий вихід кістки з суглобової западини (розвиток підвивиху);
4. стадія відновлення структури, але деформація головки стегнової кістки найчастіше залишається на все життя;
5. стадія наслідків хвороби Пертеса; попри повне відновлення структури головки стегнової кістки, форма її в більшості випадків, особливо, при пізно розпочатому лікуванні, залишається значно зміненою, часто формується деформуючий артроз – незворотні зміни в суглобі, що порушують його функцію.

Всі стадії захворювання чітко видно на рентгенівських знімках. Але, на жаль, у зв'язку з відсутністю характерних ознак захворювання, рентгенівське дослідження часто проводиться із запізненням.

## Лікування
Лікування хвороби Пертеса може бути консервативним і оперативним.
Консервативне лікування – це, перш за все, розвантаження ураженої кінцівки з метою запобігання деформації головки стегнової кістки. На ранніх стадіях захворювання у дитини повинен бути постільний режим, потім йому дозволяють ходити на милицях або з використанням ортеза (спеціального пристрою, який утримує ногу в підвішеному стані). За наявності сильних болів для забезпечення нерухомості суглоба іноді накладають гіпсову пов'язку або шину. Одночасно дитині призначаються загальнозміцнююче лікування, вітамінотерапію, фізіотерапевтичні процедури, засоби, що поліпшують кровообіг у суглобі. При відсутності гострих явищ проводиться масаж і лікувальна гімнастика. Ходьба з повним навантаженням дозволяється тільки при рентгенологічно підтвердженому відновленні структури головки стегнової кістки.
Оперативні методи лікування спрямовані на стимуляцію відновлення кровообігу і кісткової тканини головки стегнової кістки. Проводять операцію і при виникненні ускладнень, наприклад, підвивихах голівки стегнової кістки.
При правильному і вчасно розпочатому лікуванні тазостегновий суглоб відновлюється, а невеликі зміни в ньому не заважають людині надалі зберігати свою працездатність. При відсутності лікування хвороба Пертеса може призвести до повного порушення функції суглоба та інвалідності.